# Nitocra phreatica
Nitocra phreatica är en kräftdjursart som beskrevs av Bozic 1964. Nitocra phreatica ingår i släktet Nitocra och familjen Ameiridae. Inga underarter finns listade i Catalogue of Life.